# Joan de Tours

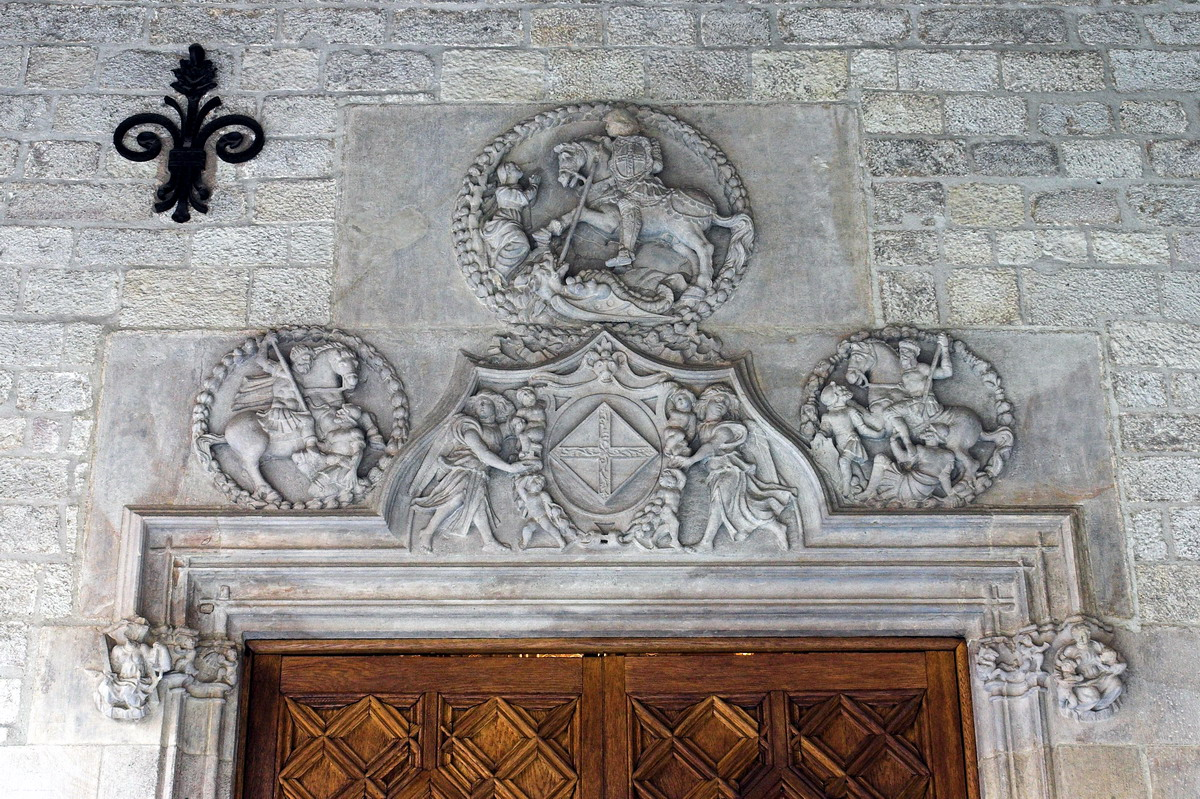
Palau de la Generalitat de Catalunya. Porta d'accés a la sala Verge de Montserrat. 1522-27. Obra atribuïda

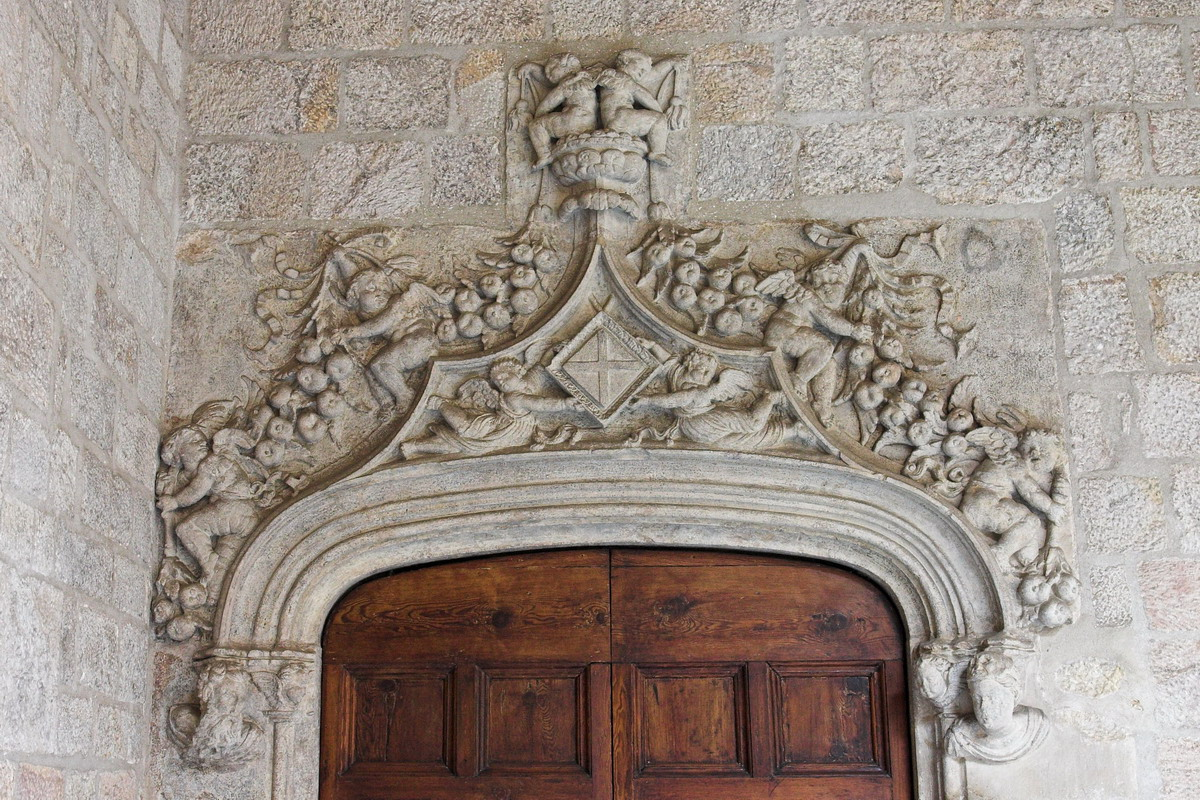
Palau de la Generalitat de Catalunya. Porta d'accés a la Cambra Daurada. 1522-27. Obra atribuïda

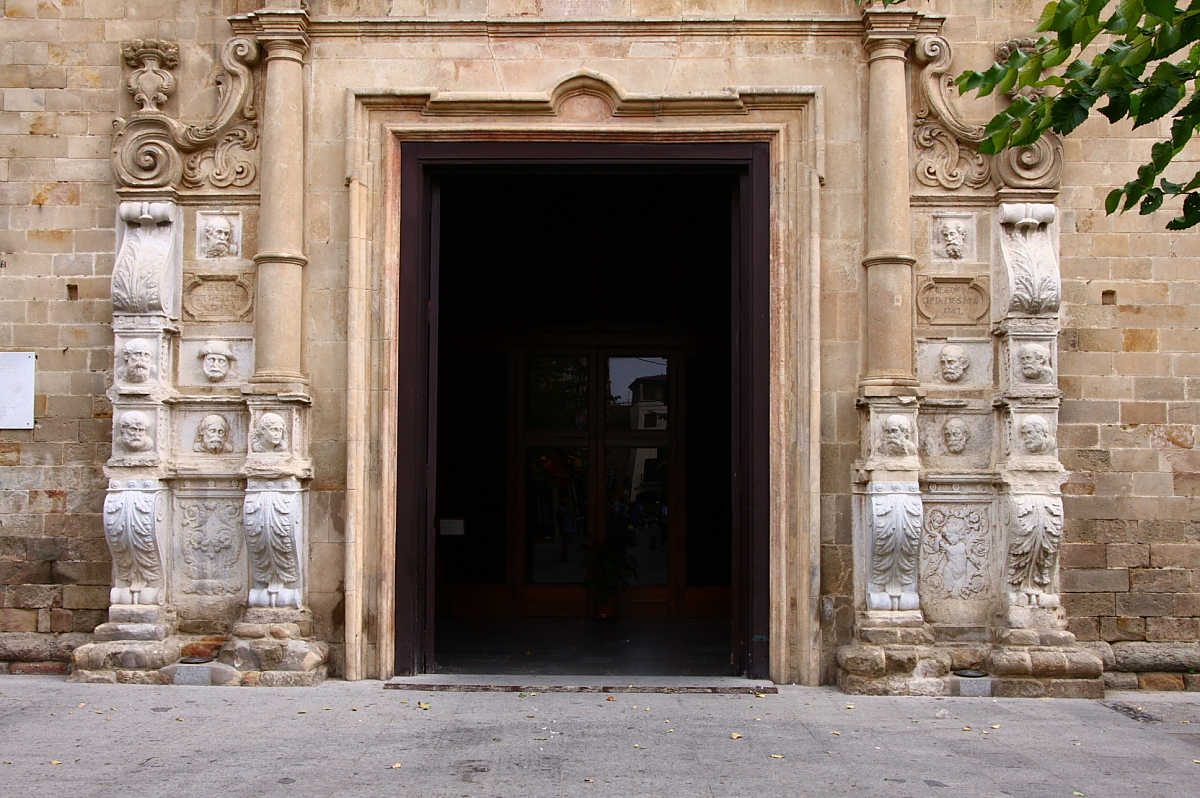
Portada de l'església parroquial de Calella amb els relleus dels 12 apòstols

Joan de Tours o Jean de Tours (Tours, Turena, segle XV - Calella, 1563) fou un imatger i escultor francès que treballà molt activament a Catalunya des de 1509. Fou deixeble de Girart Spirich.
Entre 1522-1527 treballa al Palau de la Generalitat de Catalunya. Realitzà, per a la cambra daurada, unes talles en fusta policromada d'uns àngels sostenint l'escut de la Generalitat amb la creu de Sant Jordi. També se li atribueixen la decoració del coronament de les portes d'accés a la cambra daurada i a la sala Verge de Montserrat des de la galeria gòtica.
Col·laborà en nombroses obres de diversos artistes, principalment amb Martín Díez de Liatzasolo i el mestre orguener Joan Masiques, amb els quals, el 23 d'agost de 1531, va formar una companyia escultòrica per atendre els encàrrecs de quatre retaules: Sant Vicenç de Mollet, Santa Coloma de Marata, Sant Esteve de Canyamars i Sant Iscle i Santa Victòria de Dosrius. Els de Mollet i Dosrius foren destruïts el 1936.
Tornarà a treballar amb Díez de Liatzasolo en el retaule major de l'església dels Sants Just i Pastor de Barcelona segons un contracte de 2 de desembre de 1531. Per a realitzar aquest retaule prèviament havien fet un acord amb Damià Forment, però finalment no va participar, tot i que sovint s'ha adjudicat el retaule a aquest darrer artísta. Altre treball de Tours i Martí Díez fou el retaule per a la confraria de carnissers a l'església del Carme de Barcelona.
Se li ha atribuït una col·laboració en algunes talles del cor de la Catedral de Barcelona.
És l'autor de la portada barroca de l'església de Santa Maria i Sant Nicolau de Calella, coneguda com la portada dels apòstols, amb un relleus del cap dels dotze apòstols.
El 1542, realitzà el retaule renaixentista de l'altar major de l'església de Sant Martí d'Arenys de Munt en col·laboració amb el pintor Pere Serafí. Destruït durant la guerra civil, només es conserven dues talles.